# 何之元
何 之元（か しげん、生年不詳 - 593年）は、南朝梁から陳にかけての官僚・歴史家。本貫は廬江郡灊県。

## 経歴
何法勝の子として生まれた。幼くして学問を好み、才知にすぐれた。南朝梁の司空の袁昂に重んじられ、天監末年に袁昂の推挙で武帝の召見を受けた。臨川王蕭宏の下で揚州議曹従事史を初任とし、ほどなく主簿に転じた。袁昂が丹陽尹となると、之元は召し出されて丹陽五官掾となり、総戸曹事をつとめた。まもなく信義県令に任じられた。
武陵王蕭紀が益州刺史となると、之元はその下で安西刑獄参軍となった。侯景の乱が起こり、蕭紀が太尉として承制すると、之元は南梁州刺史・北巴西郡太守に任じられた。天正元年（552年）、蕭紀が軍を動員して成都から東下させると、之元は蜀中の民衆とともに東征に反対する上表をおこなったが、蕭紀は之元を艦中に捕らえた。蕭紀が元帝に敗れると、之元は邵陵郡太守劉恭に従って邵陵郡におもむいた。承聖3年（554年）、西魏軍の侵攻により江陵が陥落し、劉恭が死去すると、之元は王琳に召し出されて記室参軍となった。敬帝により王琳が司空に任じられると、之元は司空府諮議参軍に任じられ、記室を兼ねた。
天啓元年（558年）、王琳が蕭荘を擁立すると、之元は中書侍郎に任じられた。天啓2年（559年）、北斉の文宣帝が死去したため、之元は弔問に赴いた。天啓3年（560年）、帰国の途につき、寿春まで達したところ、王琳が南朝陳の侯瑱らに敗れたという報が伝わった。之元は北斉により揚州別駕とされ、寿春を治所とした。太建5年（573年）、陳軍が北伐して、淮南の地を奪取すると、南朝陳の湘州刺史の始興王陳叔陵が功曹史の柳咸に之元を呼び出す手紙を持たせて派遣した。之元は柳咸に従って湘州に入った。太建8年（576年）、中衛府功曹参軍事に任じられ、ほどなく諮議参軍に転じた。
太建14年（582年）に陳叔陵が殺害されると、之元は著述に専念するようになり、南朝斉の永元元年（499年）から王琳の捕らえられる（560年）までの梁の歴史を記録した『梁典』30巻を編纂した。
禎明3年（589年）、隋軍の侵攻により建康が陥落し、陳が滅亡すると、之元は常州晋陵県に移住した。開皇13年（593年）、家で死去した。

## 伝記資料
- 『陳書』巻34 列伝第28
- 『南史』巻72 列伝第62